# Замок Вандёвр-сюр-Барс
Замок Вандёвр-сюр-Барс (фр. Château de Vendeuvre-sur-Barse) — средневековый замок Франции, расположенный в коммуне Вандёвр-сюр-Барс департамента Об региона Гранд-Эст. Известен с 1107 года.

## Владельцы

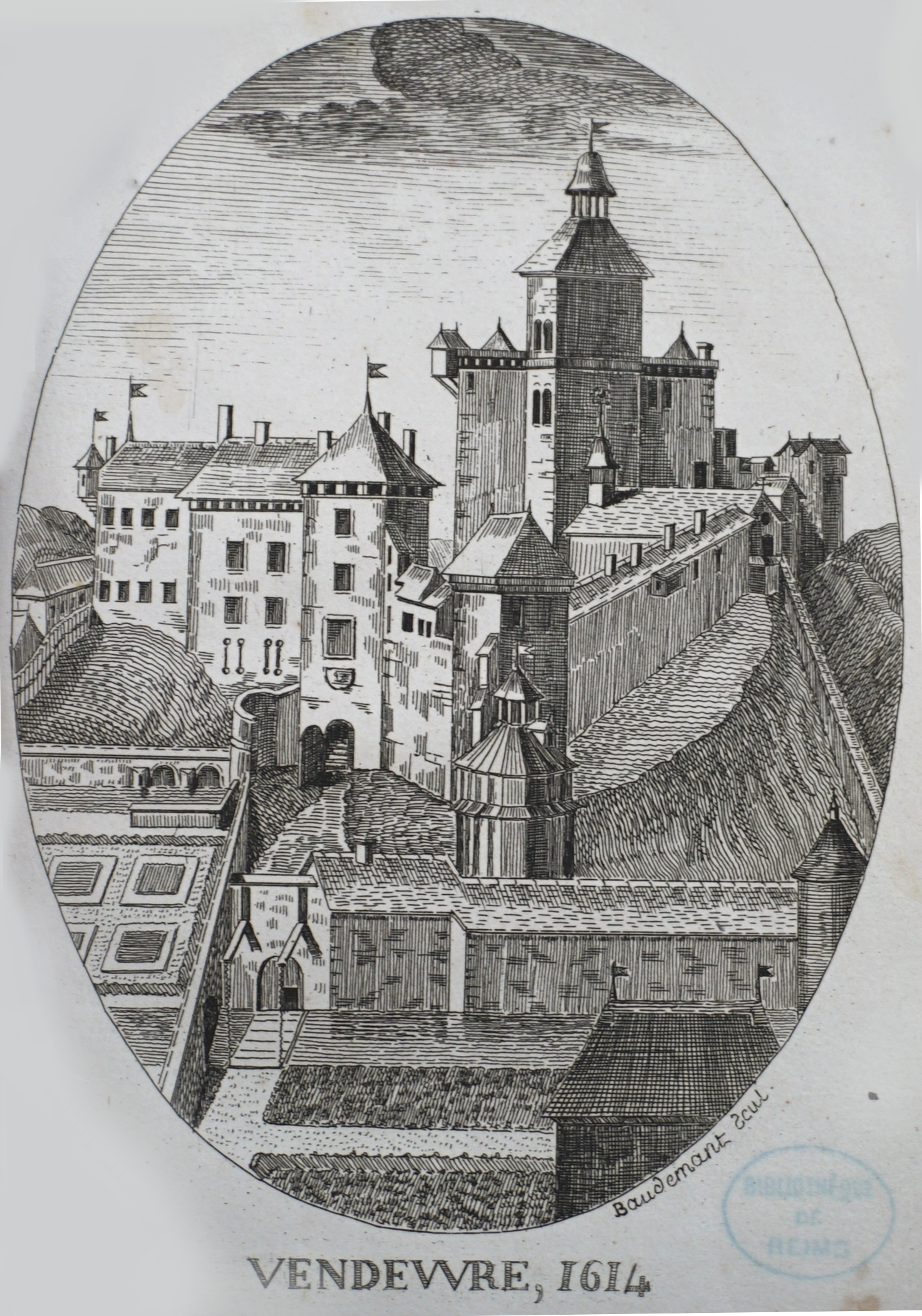
Вид на замок в 1614 году.

С 1107 года замок принадлежал семье Вендёвр. Затем замок и сеньорат перешли к маршалу и главному виночерпию Франции Милю де Нуайе, а в XV веке к семье Мелло. Баронство Вендёвр, одно из старейших в Шампани, было приобретёно Шарлем I д'Амбуазом, губернатором Шампани и Бургундии, который купил его у Шарля де Мелло в середине XV века. Его старший сын Франсуа д’Амбуаз, гроссмейстер ордена Святого Лазаря, унаследовал это баронство в конце XV века и несколько лет жил в замке. После его смерти его младший брат маршал Франции Шарль II д'Амбуаз стал хозяином замка. После его смерти в 1511 году баронат перешёл к его сестре Катрин д’Амбуаз (леди Линьер). Она подарила его своей племяннице Антуанетте д’Амбуаз (второй жене Антуана де Ларошфуко). Последняя, вышедшая замуж в третий раз за Людовика де Люксембург, сохранила баронство и замок до своей смерти в 1552 году. В XVII веке баронство перешло к Анри де Люксембургу, герцогу Пинейскому и принцу Тенгри, а затем к его двум братьям, которые продали его в 1638 году. Жан VIII де Месгриньи, государственный советник, при возведение его в маркизы получил замок в 1644 году. Его сын Жан IX, виконт Труа, управляющий Шампани, тогдашний первый президент парламента Прованса и государственный советник, реконструировал главное здание. Наследник Месгриньи Клод-Леон Бутийер из Шавиньи продал замок в 1752 году Габриэлю Паве де Прованшеру.
Здание занесено в список исторических памятников в 1963 и 1981 годах и классифицировано в 1981 году.

## Описание

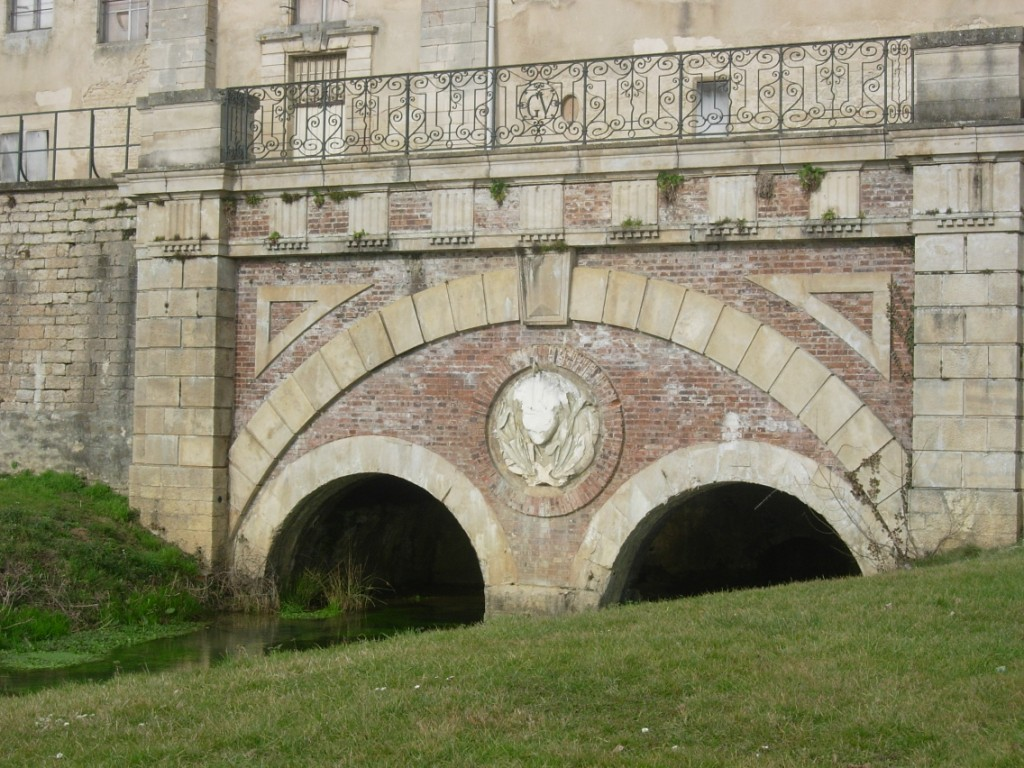
Источник реки Барс.

В 1603 году Франсуа де Люксембург описывал замок, окружённый башнями, с закрытыми стенами парка, очень дорогой в обслуживании. В 1656 году Жан IX де Мигриньи упоминает замок и крепость с двойным подъёмным мостом, состоящим из большого двора в большом главном здании и парадной лестницы, крепости и большой старой башни, часовни, башни, конюшни и нижнего двора, закрытого рвами и разводным мостом. Замок был значительно перестроен в XIX веке. Замок состоит из большого массивного дома, построенного в XVII веке, но в значительной степени использующего более раннюю каменную кладку. Северный фасад характерен для периода Людовика XIII с окнами, сгруппированными в центре, карнизами с модульонами и окнами в крыше, фронтоном, загружённым шарами. Южный фасад, с другой стороны, обязан редкостью своих проёмов толщине стен, унаследованных, как и у западного фронтона, от средневековой крепости. С одной стороны расположена четырёхугольная башня, с другой — сторожевая башня, построенная в XIX веке, которая выходит на террасы с видом на широкую эспланаду, на которой находится исток реки Барс (река).
Главное здание имеет большую каменную лестницу с прямыми пролётами, поддерживаемыми ползучими аркадами, украшенными неоклассическими барельефами Пьера-Шарля Симарта.